# Dubs For Tubs: A Tribute To King Tubby
Dubs For Tubs: A Tribute To King Tubby – dwunasty album studyjny jamajskiej sekcji rytmicznej Sly & Robbie.
Płyta została wydana w roku 1990 przez Rohit Records, oddział amerykańskiej wytwórni Peter Pan Records. Znalazły się na niej utwory dubowe dedykowane zastrzelonemu w lutym 1989 roku pionierowi gatunku, King Tubby’emu. Miksu utworów dokonał w studiu King Tubby’s w Kingston Prince Jammy, zaś produkcją krążka zajął się Bunny Lee.

## Lista utworów
1. „Dub Fit For A King”
2. „Dub For The 90's”
3. „Dub For Joy”
4. „Dub For Happiness”
5. „Dub For Pleasure”
6. „Dub For Roots People”
7. „Dub For All Seasons”
8. „Dub For The Young & Old”
9. „Dub To Make You Move & Groove”
10. „Dub For Everybody’s Party”
11. „Dub Immortal Memory”